# The Cabin in the Woods
The Cabin in the Woods (Brasil: O Segredo da Cabana / Portugal: A Casa na Floresta) é um filme de terror de 2012 dirigido por Drew Goddard, produzido por Joss Whedon e escrito por ambos. É estrelado por Kristen Connolly, Chris Hemsworth, Richard Jenkins, Bradley Whitford, Jesse Williams, Anna Hutchison, e Fran Kranz. Estreou na América do Norte em 13 de abril de 2012.
Goddard e Whedon, trabalharam juntos anteriormente em Buffy the Vampire Slayer e Angel, escreveram o roteiro em três dias, descrevendo-o como uma tentativa de "revitalizar" o gênero filme de terror e como uma sátira crítica sobre a tortura pornô. O The A.V. Club, elaborando sobre esta descrição, escreveu: "Onde Pânico coloca um toque pós-moderno sobre filmes de terror, The Cabin in the Woods assume todo o gênero e reviravoltas ainda mais difíceis... O roteiro traz à tona o amor de Whedon de subverter os clichês, abraçando eles e trazendo à tona o seu significado mais profundo."
As filmagens ocorreram em Vancouver, Colúmbia Britânica, no período de março a maio de 2009 com um orçamento estimado de US $ 30 milhões. Programado para ser lançado em 5 de fevereiro de 2010, o lançamento foi adiado até 14 janeiro de 2011 para que o filme poderia fosse convertido para 3D. Problemas financeiros da Metro-Goldwyn-Mayer, em seguida, atrasaram o lançamento indefinidamente. Os direitos de distribuição foram adquiridos pela Lionsgate em abril de 2011, que cancelou a conversão 3D planejada. O filme estreou em 9 de março de 2012, no South by Southwest, em Austin, Texas, Estados Unidos. Foi lançado na América do Norte em 13 de abril de 2012. No Brasil estreou em 01 de março de 2013 e em Portugal em 30 de agosto de 2012. O filme foi um sucesso de crítica e financeiro recebendo críticas positivas, apresentado no Metacritic na lista de melhores filmes de 2012 e arrecadou mais de U$65 milhões dólares em todo o mundo.

## Sinopse
O filme centra-se em cinco amigos universitários que decidem passar o fim de semana numa remota cabana no meio de uma floresta. No local, eles descobrem que não terão apenas momentos de lazer e que a estadia na cabana não vai ser tão idílica como pensavam. Quando descobrem um diário antigo no porão da cabana as coisas começam a ficar intrigantes. Juntos vão procurar descobrir a verdade que se esconde por detrás daquela cabana na floresta.

## Recepção da crítica
O Segredo da Cabana teve uma recepção crítica positiva e foi colocado na lista de melhores filmes de 2012. Com base em 128 comentários colhidos pelo site Rotten Tomatoes, o filme atualmente tem uma taxa de aprovação de 91% dos críticos, com pontuação média de 7.9/10. Os revisores do site Spill.com elogiaram o filme, chamando-o de "uma virada no jogo" que conseguiu atingir níveis comparativos com filmes clássicos do gênero como Evil Dead II.

## Elenco
- Kristen Connolly - Dana Polk
- Chris Hemsworth - Curt Vaughan
- Anna Hutchison - Jules Louden
- Fran Kranz - Marty Mikalski
- Jesse Williams - Holden McCrea
- Richard Jenkins - Gary Sitterson
- Bradley Whitford  - Steve Hadley
- Brian White - Daniel Truman
- Amy Acker - Wendy Lin
- Sigourney Weaver - O Director
- Tim de Zarn - Mordecai
- Jodelle Ferland - Patience Buckner
- Matt Drake - Judah Buckner
- Dan Payne - Mathew Buckner
- Dan Shea - Srº Buckner
- Maya Massar - Srª.Buckner
- Tom Lenk - Ronald

## Lançamento
The Cabin in the Woods foi programado para ser lançado em 05 de fevereiro de 2010 e depois adiada até 14 janeiro de 2011 para que o filme pudesse ser convertido para 3D. No entanto, em 17 de junho de 2010, a MGM anunciou que o filme seria adiado indefinidamente devido a dificuldades financeiras em andamento no estúdio.
Em 16 de março de 2011, o Los Angeles Times relatou o seguinte: "Novo (MGM) executivos Gary Barber e Roger Birnbaum procuram vender tanto quanto Red Dawn e do filme de terror The Cabin in the Woods, as duas últimas fotos produzidas sob um regime anterior, enquanto tentam remodelar a 87-year-old empresa. "A venda e distribuição de Lions Gate Entertainment Corporation foi anunciado em 28 de abril de 2011, com alguns pontos de venda da indústria de notícias relatando os planos para uma versão de Halloween. Em 20 de julho de 2011, a Lionsgate anunciou que havia adquirido os direitos de distribuição para o filme e definir uma data de lançamento de 13 de Abril de 2012. Goddard descreveu o acordo como "um sonho", afirmando que "não há dúvida de que a Lionsgate é a casa ideal para Cabin ... você olha para todos os filmes que inspiraram Cabin - a maioria deles foram liberados pela Lionsgate em primeiro lugar "
A estreia nos Estados Unidos ocorreu em 9 de março de 2012, no South by Southwest, em Austin, Texas.